# Ricinus
Ricinus,krlja ili morska kudelja (Ricinus communis) vrsta je skrivenosemenice iz familije mlečika, Euphorbiaceae. Ona je jedina vrsta monotipskog roda, Ricinus, i potplemena, Ricininae. Evolucija ricinusa i njegova relacija sa drugim vrstama se trenutno izučavaju korišćenjem modernih genetičkih metoda.
Nesrodna biljna vrsta, Fatsia japonica, ima sličan izgled i poznata je kao lažna ricinusova biljka.

## Razmnožavanje
Ricinus se reprodukuje mešovitim polinacionim sistemom koji preferira samooplodnju putem geitonogamije, ali se isto tako može ukrštati anemofilno ili entomofilno.

## Rasprostranjenost
Ricinus potiče iz jugoistočnog Mediteranskog basena, Istočne Afrike, i Indije, ali je široko rasprstranjen širom tropskih regiona (i uzgaja se na mnogim drugim mestima kao ukrasna biljka).

## Upotreba
Seme ricinusa je izvor ricinusovog ulja, koje ima mnoštvo primena. Seme sadrži između 40% i 60% ulja koje je bogato trigliceridima, uglavnom ricinoleinom. Seme isto tako sadrži ricin, u vodi rastvorni toksin, koji je takođe prisutan u manjim koncentracijama u svim delovima biljke.

## Literatura
- Everitt, J.H.; Lonard, R.L.; Little, C.R. (2007). Weeds in South Texas and Northern Mexico. Lubbock: Texas Tech University Press. ISBN 978-0-89672-614-7.

## Spoljašnje veze
- A Bean Called Castor Can Cut Carbon & Fuel the Future Архивирано на веб-сајту  (30. октобар 2016)
- Ricinus communis L. — at Purdue University.
- Castor beans — at Purdue University.
- Ricinus communis (castor bean) at Cornell University
- Ricinus communis Архивирано на веб-сајту  (8. децембар 2016) in Wildflowers of Israel;
- Castor oil plant Flowers in Israel